# Masaji Kitano
Masaji Kitano, född 1894, död 1986, var en japansk mikrobiolog och medicinsk arméofficer.
Han var 1942-1945 chef för enhet 731, en enhet ur den kejserliga japanska armén som ägnade sig åt att utveckla och utöva biologiska vapen i Manchukuo under det andra kinesisk-japanska kriget (1937–1945). Enhet 731 ägnade sig åt mänskliga experiment, vilket resulterade i tusentals döda krigsfångar och civilister. 
Han tillfångatogs under Sovjets invasion av Manchuriet vid krigsslutet 1945 och sattes i ett kinesiskt fångläger i Shanghai. Han utväxlades till Japan i januari 1946 och fick immunitet mot åtal för krigsbrott mot att han delade med sig av information om biologisk krigföring till USA.